# Mundy Regional Park
Mundy Regional Park är en park i Australien. Den ligger i kommunen Kalamunda och delstaten Western Australia, omkring 17 kilometer öster om delstatshuvudstaden Perth.
Runt Mundy Regional Park är det tätbefolkat, med 459 invånare per kvadratkilometer.. Närmaste större samhälle är Perth, omkring 17 kilometer väster om Mundy Regional Park.
I omgivningarna runt Mundy Regional Park växer huvudsakligen savannskog. Genomsnittlig årsnederbörd är 951 millimeter. Den regnigaste månaden är september, med i genomsnitt 168 mm nederbörd, och den torraste är februari, med 12 mm nederbörd.